# Бруксайд (Техас)
Бруксайд (англ. Brookside Village) — місто (англ. city) в США, в окрузі Бразорія штату Техас. Населення — 1548 осіб (2020).

## Географія
Бруксайд розташований за координатами 29°35′27″ пн. ш. 95°19′5″ зх. д. / 29.59083° пн. ш. 95.31806° зх. д. (29.590701, -95.318160).  За даними Бюро перепису населення США в 2010 році місто мало площу 5,37 км², уся площа — суходіл.

## Демографія
Згідно з переписом 2010 року, у місті мешкали 1523 особи в 528 домогосподарствах у складі 405 родин. Густота населення становила 284 особи/км².  Було 575 помешкань (107/км²).
Расовий склад населення:
| - 76,7 % — білих - 6,5 % — чорних або афроамериканців - 0,7 % — корінних американців - 0,7 % — азіатів - 13,9 % — осіб інших рас |

До двох чи більше рас належало 1,4 %. Частка іспаномовних становила 39,8 % від усіх жителів.
За віковим діапазоном населення розподілялося таким чином: 21,3 % — особи молодші 18 років, 64,4 % — особи у віці 18—64 років, 14,3 % — особи у віці 65 років та старші. Медіана віку мешканця становила 43,0 року. На 100 осіб жіночої статі у місті припадало 102,8 чоловіків;  на 100 жінок у віці від 18 років та старших — 106,9 чоловіків також старших 18 років.
Середній дохід на одне домашнє господарство  становив 86 870 доларів США (медіана — 73 750), а середній дохід на одну сім'ю — 97 780 доларів (медіана — 81 442). За межею бідності перебувало 11,4 % осіб, у тому числі 17,7 % дітей у віці до 18 років та 7,8 % осіб у віці 65 років та старших.
Цивільне працевлаштоване населення становило 827 осіб. Основні галузі зайнятості: освіта, охорона здоров'я та соціальна допомога — 20,9 %, роздрібна торгівля — 18,7 %, виробництво — 13,7 %.